# Anthracia ephialtes
Anthracia ephialtes är en fjärilsart som beskrevs av Jacob Hübner 1822. Anthracia ephialtes ingår i släktet Anthracia och familjen nattflyn. Inga underarter finns listade i Catalogue of Life.